# Shensia
Shensia là một chi bọ cánh cứng trong họ Chrysomelidae.
Chi này được miêu tả khoa học năm 1964 bởi Chen.

## Các loài
Chi này gồm các loài:
- Shensia parvula (Chen, 1964)